# LiveLeak
LiveLeak foi um site de compartilhamento de vídeos com sede em Londres. O site foi fundado em 31 de outubro de 2006, em parte pela equipe responsável pelo site de choque do Ogrish.com, que foi fechado no mesmo dia. O LiveLeak tinha como objetivo capturar imagens da realidade, política, guerra e outros eventos mundiais e combiná-los com o poder do jornalismo cidadão. Hayden Hewitt, de Manchester, era o único membro público da equipe fundadora do LiveLeak. O LiveLeak foi dissolvido no dia 5 de maio de 2021.

## História
Os vídeos em destaque geralmente envolviam conteúdo gráfico de acidentes fatais ou tiroteios. Embora em 2016, o Liveleak tenha reduzido seu conteúdo controverso, o site frequentemente gerou polêmica até por volta de 2008, principalmente devido ao seu conteúdo gráfico e político. O site ganhou destaque em 2007 após as filmagens e vazamentos não autorizados da execução de Saddam Hussein, e foi mencionado pelo secretário de imprensa da Casa Branca, Tony Snow, e pelo primeiro-ministro do Reino Unido, Tony Blair.
Em 30 de julho de 2007, o programa da BBC Panorama transmitiu um programa sobre como os jovens foram agredidos fisicamente e ficaram inconscientes. Quando a Panorama consultou os "vídeos extremamente violentos" que foram publicados no site da LiveLeak, o co-fundador Hayden Hewitt se recusou a retirá-los, afirmando: "Veja tudo isso está acontecendo, isso é a vida real, isso está acontecendo, estamos á mostrar ". O LiveLeak declara que existem relativamente poucos vídeos no site e, caso os uploaders participem do ataque violento ou o filmaram, isso ajudaria a polícia em qualquer processo.
O LiveLeak voltou a ser destaque em março de 2008, quando recebeu o filme anti-Alcorão Fitna, feito pelo político holandês Geert Wilders. O LiveLeak mantinha-se estritamente imparcial na sua abordagem aos membros e ao seu conteúdo, acreditando na liberdade de expressão dentro das regras do site, independentemente de como determinado conteúdo possa ofendê-los pessoalmente. Fitna foi eliminado após ameaças terem sido feitas contra a equipe do LiveLeak, mas voltou a ficar on-line em 30 de março de 2008, após o LiveLeak melhorar a segurança. O vídeo foi removido novamente dois dias depois, em 1º de abril, desta vez pelo usuário, alegando que foi retirado devido a conflitos de direitos autorais e que uma nova versão seria carregada "em breve".
Um vídeo do jornalista norte-americano James Foley foi postado por combatentes islâmicos no YouTube antes, conforme relatado pelo US News & World Report, "o YouTube o excluiu e a demanda pela versão LiveLeak disparou". Em resposta a esse vídeo, a liderança do site declarou que eles não hospedariam nenhuma "nova decapitação realizada pelo ISIS". O site continuará hospedando o vídeo original que descreve as consequências da execução de Foley.
Em 31 de março de 2019, a empresa de telecomunicações australiana Telstra negou o acesso a milhões de australianos aos sites 4chan, 8chan, Zero Hedge e LiveLeak como reação aos tiroteios na mesquita de Christchurch.
No dia 5 de maio de 2021, o site do LiveLeak foi fechado e agora seu link redireciona os usuários para o site ItemFix.com.

## Parcerias
Em 24 de março de 2014, a LiveLeak e a Ruptly anunciaram uma parceria de conteúdo.